# Nucleair programma van Iran

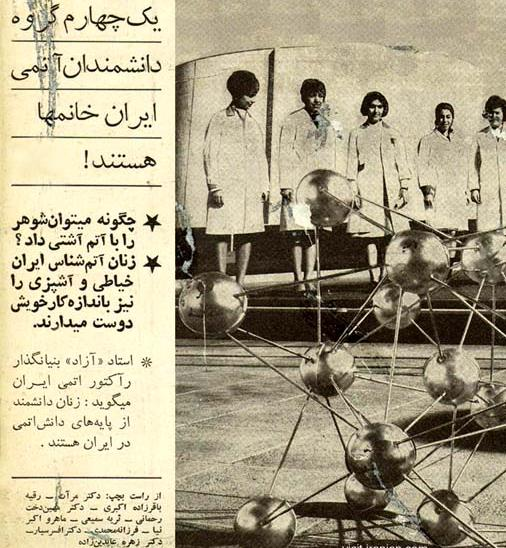
Iraans krantenknipsel uit 1968: "Een kwart van Iraanse kernenergiewetenschappers is vrouw." De foto toont vrouwelijke wetenschappers voor de onderzoeksreactor in Teheran.

Het Iraanse atoomprogramma werd opgericht in de jaren 50 van de twintigste eeuw met behulp van de Verenigde Staten. Na de Iraanse Revolutie in 1979 werd het programma tijdelijk stilgelegd. Hierna pakte de regering van Iran het zonder hulp van het Westen weer op.
Voor zover bekend bestond het programma in 2009 uit een operationele uraniummijn, drie drukwaterreactoren van het type VVER in aanbouw in Bushehr, een nucleaire opwerkingscentrale met ultracentrifuges in Natanz en zwaarwaterreactoren bij Arak en Qom.
De regering van Iran stelde dat het eerste doel van het land het bouwen van kerncentrales is. Een ander genoemd doel is de productie van medische radio-isotopen, voor onder andere bestraling van kanker. Het nucleair programma van Iran zorgde echter in met name de westerse wereld voor veel onrust, onder meer doordat er openlijke oproepen van Iran zijn geweest om de staat Israël te vernietigen. De Veiligheidsraad van de Verenigde Naties (VN) en de Europese Unie (EU) hebben Iran met sancties economisch hard getroffen vanwege het nucleaire programma en de weigering daarop internationale controle toe te staan. Iran wilde jarenlang tegen de eis van de VN-Veiligheidsraad in niet stoppen met het verrijken van uranium. Sinds 2006 zijn er daarom in vijf resoluties steeds strengere sancties afgekondigd.
In 2013 werd een akkoord bereikt volgens welk Iran zijn nucleaire activiteiten terugschroefde en controle toestond. Op 14 juli 2015 werd in Wenen het Joint Comprehensive Plan of Action (JCPOA) ondertekend. De sancties werden als uitvloeisel daarvan verlicht.
In 2018 gaf de regering van de Verenigde Staten aan het akkoord niet te willen verlengen zodat het mogelijk zou worden nieuwe sancties op te leggen. De landen van de Europese Unie waren het daar niet mee eens. Als reactie hierop besloot Iran meer uranium te gaan verrijken. Het land stelde dat het zich niet meer aan de internationale overeenkomst over de beperking van zijn nucleaire programma hoeft te houden als andere partijen dat ook niet doen.

## Geschiedenis

### Samenwerking tussen de Verenigde Staten en Iran in de jaren 50 en 60
De grondslag voor het Iraanse atoomprogramma lag na de coup in 1953, die door de CIA gesteund werd, waarin Mohammed Mossadeq werd afgezet en waarvoor sjah Mohammed Reza Pahlavi in de plaats kwam. In 1957 beoordeelde het Westen het regime als stabiel en vriendschappelijk en meende men dat verspreiding van de kennis van de kernsplitsing geen gevaar zou opleveren.
In het jaar 1953 werd het Amerikaanse Atoms for Peace-programma opgericht. In 1959 werd het Teheran-kernonderzoekscentrum geopend, geleid door de kernenergieorganisatie van Iran. Het centrum werd uitgerust met een door de VS geleverde 5 MW-onderzoekskernreactor, die in 1967 in werking kwam, gevuld met sterk verrijkt uranium.
Iran tekende het non-proliferatieverdrag in 1968 en ratificeerde het in 1970. Hierop besloot de sjah, met Amerikaanse toestemming, dat er tot het jaar 2000 in totaal 23 kerncentrales gebouwd moesten worden.

### Samenwerking met de Verenigde Staten en Duitsland in de jaren 70

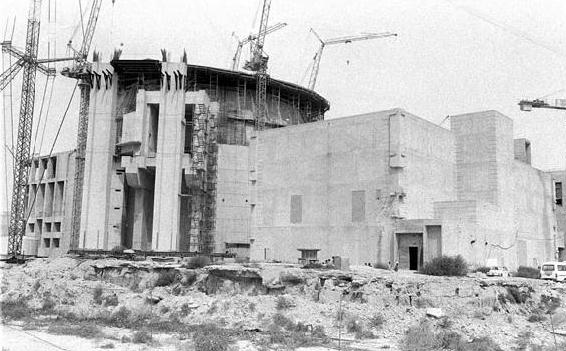
In de jaren 70 werd begonnen met de bouw van de kerncentrale in Bushehr.

In maart 1974 sprak de sjah voor het eerst over de tijd dat de olie op zal zijn: "Benzine is een waardevolle stof, veel te waardevol om te verbranden. We zullen zo snel mogelijk proberen 23.000 MW elektriciteit op te wekken." Bushehr was toen al gepland als de eerste centrale om energie te leveren aan de stad Shiraz.
De Verenigde Staten onder president Gerald Ford boden in 1976 Iran een door de VS gebouwde centrale te koop aan. 
In de jaren 70 werd ook samengewerkt met Duitse bedrijven, zoals Siemens en ThyssenKrupp, voor de bouw van kernreactoren. In 1975 sloot Kraftwerk Union AG uit Bonn, een dochterbedrijf van Siemens AG en AEG Telefunken, een contract af van vier tot zes miljard dollar om een hogedrukreactor te bouwen.

### Na de Iraanse Revolutie (1979-1999)
In 1979 vond de Iraanse Revolutie plaats, waarbij de sjah werd afgezet. De geestelijkheid greep hierna de macht. Zij keerden zich ook tegen de Amerikanen die de sjah gesteund hadden. De revolutie betekende het einde van de westerse steun aan het Iraanse atoomprogramma.
Gedurende de Irak-Iranoorlog (1980-1988) vernietigde het Iraakse leger de kerncentrale in Bushehr door verschillende aanvallen in de periode 1984-1988.
Eind jaren 80 begon Iran opnieuw aan zijn atoomprogramma. Argentinië hielp Iran hierbij.
In 1995 tekende Iran een contract met het Russische staatsbedrijf Atomstroiexport, waarbij Rusland de reactor in Bushehr zou voltooien. In 1996 sloot Iran een deal met China voor de levering van nucleaire technologie. Ook werd technologie gekocht in Pakistan.

### 2002-2013
In augustus 2002 onthulde een dissidente groepering het bestaan van twee kerncentrales in ontwikkeling: een uraniumopwerkingscentrale in Natanz en een zwaarwatercentrale in Arak. Deze centrales werden vanaf toen onderwerp van bemoeienis van het Internationaal Atoomagentschap IAEA en verschillende westerse landen, met name de Verenigde Staten en Israël, die de door Iran gestelde vreedzame bedoelingen van het atoomprogramma sterk wantrouwen en ervan uitgaan dat het land aan een kernbom werkt.
De onderhandelingen over de centrale in Bushehr werden pas in 2007 weer vlotgetrokken; in december van dat jaar kwam de eerste lading verrijkt uranium uit Rusland aan in Iran. Dit gebeurde met toestemming van de VN. Begin 2009 was de reactor operationeel. Op 25 februari verliepen de eerste tests met de 1000 megawatt-reactor succesvol.
In september 2009 maakte Iran aan het IAEA bekend dat het bezig was met een centrale ten noorden van de stad Qom, nadat westerse inlichtingendiensten de locatie hadden ontdekt. Westerse landen veroordeelden het land om zijn aanvankelijke geheimhouding hierover. Het IAEA kwam met de eis dat de ontwikkeling van deze centrale zou worden stopgezet. Op 29 november 2009 veroordeelde het Iraanse parlement de bemoeienis van het Atoomagentschap, dat vindt dat het land zijn uranium moet laten verrijken in Rusland en Frankrijk en moet stoppen met de centrale bij Qom.
Van 22 tot en met 24 november 2009 hield het Iraanse leger een militaire oefening boven een groot deel van het eigen grondgebied, om aan te tonen dat het klaar was om eventuele aanvallen op zijn kerncentrales af te slaan. Herhaaldelijk is gespeculeerd dat een dergelijke aanval mogelijk zou zijn, met name door Israël. Dat land had in 1981 de in aanbouw zijnde Iraakse reactor Osirak vernietigd in een luchtmachtoperatie, deed hetzelfde in Syrië in 2007 (Operatie Orchard) en heeft meerdere malen openlijk gezegd een militaire optie tegen Iran niet uit te sluiten, evenals de Verenigde Staten.
Op 30 november 2009 kondigde Iran aan dat het tien nieuwe uraniumopwerkingcentrales wil gaan bouwen; vijf ervan op bestaande kernenergielocaties en vijf op nog aan te wijzen plekken. De regering zei dat dit een noodzakelijk gevolg was van de gang van zaken rond de centrale bij Qom. Westerse regeringen reageerden geschrokken en kondigden korte tijd later nieuwe sancties aan.
Op 21 augustus 2010 werd de centrale te Bushehr bevoorraad met door Rusland verrijkt uranium, een gebeurtenis die breed werd uitgemeten in de Iraanse pers. Het werd gezien als de eerste fysieke stap naar opstarting van de centrale. Israël reageerde furieus.
Vermoed wordt dat de Mossad, de Israëlische geheime dienst, het Iraanse atoomprogramma probeert te ontregelen door geheime operaties, zoals het doden van wetenschappers, het leveren van nep-apparatuur en het infecteren van computersystemen met het Stuxnet-virus, echter zijn de meningen hierover sterk verdeeld zolang doorslaggevend bewijs ontbreekt.
In november 2011 concludeerde de IAEA dat Iran 'activiteiten heeft ontplooid die relevant zijn voor de ontwikkeling van een nucleair explosive device'. Tot 2003 zouden deze activiteiten deel hebben uitgemaakt van een structureel programma en mogelijk worden sommige activiteiten nog voortgezet tot op heden.
De hoogste leider van Iran, ayatollah Ali Khamenei, heeft herhaaldelijk verklaard dat het land nooit kernwapens zal vervaardigen.
Begin 2012 meldde de New York Times dat een voormalige Amerikaanse spion had bevestigd dat zowel de Amerikaanse inlichtingendiensten als de Israëlische Mossad dachten dat Iran niet begonnen was aan de bouw van een kernwapen.
De moeilijkheid voor het Westen en Israël is dat Iran herhaaldelijk heeft opgeroepen tot een vernietiging van Israël. De voormalige Iraanse president Mahmoud Ahmadinejad heeft verschillende keren gezegd dat Israël 'van de kaart geveegd' moest worden, waarbij hij in het midden liet of dit door menselijk of door goddelijk ingrijpen moest gebeuren. Khamenei zei in februari 2012 dat Israël een 'kankergezwel' is dat verwijderd moet en zal worden. Iran was daarmee begin 21e eeuw de enige staat ter wereld die officieel opriep tot de vernietiging van een andere staat.

### Iran-akkoord (2013-2018)
In augustus 2013 trad Hassan Rohani aan als president van Iran. Hij liet gematigder geluiden horen aan de buitenwereld wat betreft het atoomprogramma van zijn land. Volgens staatsmedia wilde hij in gesprek gaan met andere landen om de onderhandelingen over het atoomprogramma weer op gang te krijgen. Mohammad Javad Zarif, de Iraanse minister van Buitenlandse Zaken, zei dat zijn land weer inspecteurs wilde toelaten bij de nucleaire installaties en beklemtoonde nog eens dat het land alleen voor vreedzame doeleinden uranium opwerkt. Onder voorwaarden zou Iran weer willen onderhandelen met de Verenigde Staten. Het streven naar een mogelijk akkoord over het nucleaire programma van Iran leidde op 28 september 2013 tot een telefonisch gesprek met de Amerikaanse president Obama. Dit was voor het eerst sinds de Islamitische Revolutie van 1979 dat een Amerikaanse president direct contact had met een Iraanse president. De regering-Netanyahu in Israël bleef evenwel wantrouwend tegenover de nucleaire ambities van Iran. Op 3 maart 2015 waarschuwde Netanyahu in zijn toespraak voor het Amerikaans Congres over de gevaren van een mogelijk nucleair akkoord tussen Iran en de P5+1 (de VS, Rusland, China, Verenigd Koninkrijk, Frankrijk en Duitsland), in het bijzonder als Iran daarbij de capaciteit behoudt om nucleaire wapens te bouwen. Iran heeft momenteel 19.000 ultracentrifuges om uranium mee te verrijken, waarvan er 9.000 werken en 10.000 geïnstalleerd - maar niet operatief - zijn. Israël meent dat Iran geen ultracentrifuges moet hebben.
In november 2013 vonden in Genève gesprekken plaats tussen hoge vertegenwoordigers van Iran en zes grootmachten: de Verenigde Staten, Rusland, Frankrijk, het Verenigd Koninkrijk, China en Duitsland. Een eerste ronde leverde geen akkoord op, maar een tweede ronde slaagde daar wel, in de nacht van 23 op 24 november. Op 14 juli 2015 werd in Wenen het Joint Comprehensive Plan of Action-akkoord ondertekend. Er werd afgesproken dat Iran geen nieuwe nucleaire installaties zal bouwen en het verrijken van uranium zal terugschroeven, en dat de westerse sancties tegen het land zullen worden verlicht. De Amerikaanse president Obama noemde het akkoord 'een belangrijke eerste stap', Israël zag niets in het bereikte resultaat.
Eind mei 2014 toonde het Internationaal Atoomagentschap zich tevreden over Irans inkrimping van zijn voorraden nucleair materiaal en het meewerken aan het onderzoek naar verdachte activiteiten.
Voorjaar 2018 trok de Amerikaanse president Donald Trump de Verenigde Staten terug uit het Joint Comprehensive Plan of Action (JPCOA). Volgens hem was het het slechtste akkoord ooit. Onder luide kritiek van Israël ging de VS onder zijn opvolger Joe Biden (2021-2024) er weer aan participeren om alsnog langs geweldloze weg het doel van JCPOA te bereiken.

### Na de terugtrekking van de VS (2018-heden)
Een jaar na de terugtrekking van de VS kondigde Iran aan het verrijkingsprogramma te hervatten. In september 2022 bleek de hoop op een snelle overeenstemming te verdwijnen. Begin april 2025 werden onder impuls van president Trump opnieuw onderhandelingen aangeknoopt, onder bemiddeling van  Oman.
In juni 2025 heeft de Israëlische luchtmacht met Operatie Rijzende Leeuw de nucleaire sites van Iran gebombardeerd.
In de nacht van 21 op 22 juni 2025 heeft de United States Air Force met zeven B-2 Spirit bommenwerpers, opgestegen vanaf de Whiteman Air Force Base in Missouri voor een non-stop vlucht van 37 uur met bijtanken in de lucht, twaalf Massive Ordnance Penetrators op de uraniumverrijkingsinstallatie van Fordo, 100 meter diep onder een berg en twee op de uraniumverrijking van Natanz afgeworpen. Ook heeft een kernonderzeeër van de Ohioklasse dertig Tomahawk-kruisvluchtwapens gelanceerd naar Natanz en naar het nucleair onderzoekscentrum te Isfahan.
De Amerikaanse luchtaanvallen hadden de cruciale componenten van het nucleaire programma echter niet vernietigd, enkel vertraagd, zo bleek uit een rapport van het Defense Intelligence Agency (DIA), de inlichtingendienst van het Pentagon.
Op 2 juli 2025 schortte Iran definitief de samenwerking met internationaal atoomagentschap op.